# Aporrectodea tuberculata
Aporrectodea tuberculata är en ringmaskart som först beskrevs av Eisen 1874.  Aporrectodea tuberculata ingår i släktet Aporrectodea och familjen daggmaskar. Inga underarter finns listade i Catalogue of Life.